# 阿爾代爾 (愛荷華州)
阿爾代爾（英語：Aredale）是美国艾奥瓦州巴特勒縣下轄的一个城市。2010年人口统计为74人。